# Joe May
Joe May, o bien Joseph Mandel y Julius Otto Mandl, seudónimo de Fred Majo (Viena, 7 de  noviembre de 1880-Hollywood, 29 de abril de 1954), fue un realizador y productor austriaco, exiliado tras el ascenso del nazismo. Es considerado como uno de los pionieros del Cine Alemán en su mejor época.

## Trayectoria
Estudió en Berlín, y se casó en 1902 con la cantante vienesa Hermine Pfleger, luego conocida por Mia May. Trabajó en el mundo textil de Trieste. Desde 1909 fue director de operetas en Hamburgo, y en 1910 tomó contacto con el cine: dirigió ya en 1912, y su primer film fue In der Tiefe des Schachtes, con un papel para su mujer Mia May.
En 1914 ya apareció firmando Joe May –nombre artístico, tomado de su mujer– en el Berliner Continental-Film, con la serie detectivesca "Stuart Webbs“. Produjo melodramas e historias del cine del momento, con otras series como la "Joe-Deebs". La hija de Joe y Mia, Eva May (1902–1924), trabajó con ellos hasta su temprano suicidio.
Joe May firmó unos 80 títulos, muchos de ellos seriales. En 1917 Joe May llevó a Fritz Lang al negocio del cine, y el dfuturo gran director escribió una parte de la serie Joe-Deebs.
Tras 1918 creó su compañía en la República de Weimar; e hizo filmes monumentales: Veritas vincit (1918),  Die Herrin der Welt, Das indische Grabmal (1921), que retomaría más tarde Lang. 
En 1923, Joe May escenificó Tragödie der Liebe (Tragedia del amor). Luego, buscó temas realistas, como sucede con filmes destacados: Heimkehr (Retorno al hogar), que tuvo un gran éxito, y Asphalt (Asfalto, 1929), ambas de rasgos expresionistas. La segunda se considera que adelantaba el clima del cine negro americano.
Como autor de éxito buscaba lugar en los estudios de Hollywood, al borde ya del sonoro. Tras la toma de poder nazi, en 1933, emigró a Londres. Estuvo un año como mensajero de la UFA, y luego pasó a la Fox. Tuvo que empezar nueva carrera en Hollywood, no sin dificultades (así sucedió con el inglés), pues ya pasaba de los cincuenta años. Hizo Music in the Air (en la Warner); luego Confession (1937). Y logró cierta reputación, pese a todo.
En 1943 May hizo con Fritz Kortner el guion del film antinazi The Strange Death of Adolf Hitler. Pero pronto finalizaría la carrera. Murió en 1954.

## Filmografía (dirección o producción)
- 1911: Die Fahrt nach Hamburg
- 1912: In der Tiefe des Schachtes
- 1913: Ein Ausgestoßener, 1. parte
- 1913: Heimat und Fremde
- 1913: Entsagungen
- 1913: Das verschleierte Bild von Groß-Kleindorf
- 1913: Die geheimnisvolle Villa („Stuart Webbs“)
- 1914: Der Spuk im Hause des Professors]] („Stuart Webbs“)
- 1914: Der Mann im Keller („Stuart Webbs“)
- 1914: Das Panzergewölbe („Stuart Webbs“)
- 1915: Der ewige Friede. Ein Ausgestoßener, 2.ª parte: guion solo
- 1915: Das Gesetz der Mine (Serie „Joe Deebs“)
- 1915: Sein schwierigster Fall („Joe Deebs“)
- 1915: Der Geheimsekretär (Serie „Joe Deebs“)
- 1915: Violette Rosen (Serie „Joe Deebs“)
- 1916: Die Sünde der Helga Arndt
- 1916: Arme Eva Maria
- 1916: Charly, der Wunderaffe
- 1916: Die Gespensteruhr (Serie „Joe Deebs“)
- 1916: Nebel und Sonne
- 1916: Wie ich Detektiv wurde (Serie „Joe Deebs“)
- 1916: Das rätselhafte Inserat (Serie „Joe Deebs“)
- 1916: Ein Blatt Papier (Serie „Joe Deebs“)
- 1917: Die Silhouette des Teufels (director con Felix Basch)
- 1917: Ein Lichtstrahl im Dunkel
- 1917: Die leere Wasserflasche (Serie „Joe Deebs“)
- 1917: Die Liebe der Hetty Raymond
- 1917: Der schwarze Chauffeur
- 1917: Die Hochzeit im Excentric-Club (Serie „Joe Deebs“)
- 1917: Das Klima am Vaucourt (Serie „Joe Deebs“)
- 1917: Der Onyxknopf (Serie „Joe Deebs“)
- 1917: Krähen fliegen um den Turm (Serie „Joe Deebs“)
- 1917: Hilde Warren und der Tod
- 1918: Wogen des Schicksals
- 1918: Das Opfer
- 1918: Die Bettelgräfin
- 1918: Veritas vincit
- 1919: Die Herrin der Welt (8.ª parte)
- 1919: Die platonische Ehe
- 1919: Die Krone von Palma (Serie „Joe Deebs“)

Culminación del cine mudo:
- 1920: Das wandernde Bild
- 1920: Die Legende von der heiligen Simplicia
- 1920: Die Schuld der Lavinia Morland
- 1921: Der Leidensweg der Inge Krafft
- 1921: Das indische Grabmal (2.ª parte)
- 1923: Tragödie der Liebe
- 1925: Der Farmer aus Texas
- 1926: Dagfin
- 1928: Heimkehr (1928): Retorno al hogar
- 1929: Asphalt (1929: Asfalto)
- 1929: Irene Rysbergues große Liebe (Maman Colibri) (guion)

Sonoro:
- 1930: Die letzte Kompagnie
- 1931: Ihre Majestät die Liebe
- 1933: Ein Lied für dich
- 1934: Music in the Air
- 1937: Confession
- 1940: Der Unsichtbare kehrt zurück
- 1940: The House of the Seven Gables, La casa de los siete altillos.
- 1944: Johnny Doesn't Live Here Anymore

## Libros
- Rudolf Ulrich: Österreicher in Hollywood. Ihr Beitrag zur Entwicklung des amerikanischen Films, Viena, Edition S, 1993, ISBN 3-7046-0419-4, pp. 194–195.